# Offenbacher Fußball-Club Kickers 1901 1975-1976
Questa voce raccoglie le informazioni riguardanti l'Offenbacher Fußball-Club Kickers 1901 nelle competizioni ufficiali della stagione 1975-1976.

## Stagione
Nella stagione 1975-1976 il Kickers Offenbach, allenato da Otto Rehhagel e Zlatko Čajkovski, concluse il campionato di Bundesliga al 17º posto. In Coppa di Germania il Kickers Offenbach fu eliminato al primo turno dal Borussia Neunkirchen.

## Rosa
| N. |                     | Ruolo | Calciatore          |
| -- | ------------------- | ----- | ------------------- |
|    | Germania (bandiera) | P     | Bernd Helmschrot    |
|    | Germania (bandiera) | P     | Wilfried Kohls      |
|    | Germania (bandiera) | D     | Peter Berg          |
|    | Germania (bandiera) | D     | Peter Enders        |
|    | Germania (bandiera) | D     | Volker Faß          |
|    | Germania (bandiera) | D     | Wolfgang Rausch     |
|    | Germania (bandiera) | D     | Gernot Rohr         |
|    | Austria (bandiera)  | D     | Hans Schmidradner   |
|    | Germania (bandiera) | D     | Lothar Skala        |
|    | Germania (bandiera) | D     | Amand Theis         |
|    | Germania (bandiera) | C     | Hermann Bitz        |
|    | Germania (bandiera) | C     | Rainer Blechschmidt |

| N. |                      | Ruolo | Calciatore          |
| -- | -------------------- | ----- | ------------------- |
|    | Germania (bandiera)  | C     | Rudolf Bommer       |
|    | Austria (bandiera)   | C     | Josef Hickersberger |
|    | Germania (bandiera)  | C     | Dietmar Hoffmann    |
|    | Germania (bandiera)  | C     | Bernd Nathmann      |
|    | Germania (bandiera)  | C     | Günter Oleknavicius |
|    | Germania (bandiera)  | C     | Manfred Ritschel    |
|    | Danimarca (bandiera) | A     | Lars Bastrup        |
|    | Germania (bandiera)  | A     | Egon Bihn           |
|    | Germania (bandiera)  | A     | Jürgen Brunhorn     |
|    | Germania (bandiera)  | A     | Sigfried Held       |
|    | Germania (bandiera)  | A     | Norbert Janzon      |

## Organigramma societario
Area tecnica
- Allenatore: Zlatko Čajkovski
- Allenatore in seconda:
- Preparatore dei portieri:
- Preparatori atletici:

## Calciomercato

### Sessione estiva
| Acquisti | Acquisti            | Acquisti                     | Acquisti |
| R.       | Nome                | da                           | Modalità |
| -------- | ------------------- | ---------------------------- | -------- |
| C        | Hermann Bitz        | Kaiserslautern               |          |
| P        | Bernd Helmschrot    | Olympia Wilhelmshaven        |          |
| C        | Bernd Nathmann      | Kickers Offenbach (juniores) |          |
| C        | Günter Oleknavicius | Fortuna Colonia              |          |
| D        | Gernot Rohr         | Waldhof Mannheim             |          |

| Cessioni | Cessioni             | Cessioni         | Cessioni |
| R.       | Nome                 | a                | Modalità |
| -------- | -------------------- | ---------------- | -------- |
| P        | Fred-Werner Bockholt | Bayer Leverkusen |          |
| A        | Michael Bordt        | FSV Francoforte  |          |
| A        | Erwin Kostedde       | Hertha Berlino   |          |
| A        | Fred Kromm           | Reutlingen       |          |
| C        | Winfried Schäfer     | Karlsruhe        |          |
| A        | Dieter Schwemmle     | Bienne           |          |
| C        | Klaus Weber          | Reutlingen       |          |

### Sessione invernale
| Acquisti | Acquisti     | Acquisti  | Acquisti |
| R.       | Nome         | da        | Modalità |
| -------- | ------------ | --------- | -------- |
| A        | Lars Bastrup | IHF Århus |          |

| Cessioni | Cessioni | Cessioni | Cessioni |
| R.       | Nome     | a        | Modalità |
| -------- | -------- | -------- | -------- |

## Risultati

### Bundesliga

#### Girone di andata
| Arbitro: | Hilker |

|                            |           |                 |
| Riedl 52’ (rig.) Meier 71’ | Marcatori | 56’, 79’ Janzon |

| Arbitro: | Weyland |

|                                      |           |                            |
| Theis 19’ Bitz 43’ Hickersberger 52’ | Marcatori | 26’ Memering 67’ Bjørnmose |

| Arbitro: | Redelfs |

|                                                                        |           |                |
| Bella 19’ Dietz 31’ (rig.) Bruckmann 57’ Worm 69’ Jara 70’ Bregman 73’ | Marcatori | 6’, 76’ Janzon |

| Arbitro: | Jensen |

|  |           |                                           |
|  | Marcatori | 39’, 73’ Burgsmüller 43’ Dörre 85’ Lorant |

| Arbitro: | Ohmsen |

|                                                                     |           |                          |
| Ellbracht 53’ Köper 56’ Eggeling 62’ Pochstein 64’ Balte 85’ (rig.) | Marcatori | 40’ (rig.) Hickersberger |

| Arbitro: | Eschweiler |

|                                   |           |                |
| Hickersberger 45’ (rig.) Held 88’ | Marcatori | 90’ Hölzenbein |

| Arbitro: | Waltert |

|                                       |           |                  |
| Müller 42’ (rig.), 68’ Rummenigge 57’ | Marcatori | 78’ Schmidradner |

| Arbitro: | Hennig |

|                             |           |           |
| Bihn 30’ Hanisch 44’ (aut.) | Marcatori | 59’ Sidka |

| Arbitro: | Ahlenfelder |

|                                                                          |           |          |
| Frank 26’ Handschuh 28’ Merkhoffer 48’ Gersdorff 60’ (rig.) Dremmler 69’ | Marcatori | 77’ Bihn |

| Offenbach am Main 4 ottobre 1975, ore 15:30 CET 10ª giornata | Kickers Offenbach | 0 – 0 referto | Karlsruhe | Stadion am Bieberer Berg (14 000 spett.)\| Arbitro: \| Wichmann \| |
| Arbitro:                                                     | Wichmann          |               |           |                                                                    |

| Arbitro: | Schröder |

|                                          |           |                   |
| Höttges 31’ (rig.) Röber 51’ Müllner 90’ | Marcatori | 34’ Hickersberger |

| Arbitro: | Meuser |

|                 |           |                            |
| Janzon 42’, 60’ | Marcatori | 15’, 23’ Lübeke 89’ Funkel |

| Düsseldorf 8 novembre 1975, ore 15:30 CET 13ª giornata | Fortuna Düsseldorf | 0 – 0 referto | Kickers Offenbach | Rheinstadion (8 500 spett.)\| Arbitro: \| Ohmsen \| |
| Arbitro:                                               | Ohmsen             |               |                   |                                                     |

| Arbitro: | Engel |

|            |           |                  |
| Janzon 42’ | Marcatori | 73’ Lütkebohmert |

| Arbitro: | Roth |

|                                |           |  |
| Neumann 13’, 47’ Löhr 41’, 59’ | Marcatori |  |

| Arbitro: | Meuser |

|                          |           |  |
| Simonsen 13’, 48’ (rig.) | Marcatori |  |

| Arbitro: | Hilker |

|                   |           |  |
| Hickersberger 82’ | Marcatori |  |

#### Girone di ritorno
| Arbitro: | Jensen |

|                  |           |                                                  |
| Blechschmidt 57’ | Marcatori | 15’ Toppmöller 34’ Sandberg 77’ Diehl 82’ Melzer |

| Arbitro: | Antz |

|                        |           |  |
| Memering 56’ Nogly 61’ | Marcatori |  |

| Arbitro: | Picker |

|                               |           |           |
| Ritschel 77’ (rig.) Theis 84’ | Marcatori | 80’ Dietz |

| Arbitro: | Roth |

|                        |           |                       |
| Lorant 70’ Lippens 88’ | Marcatori | 8’ Bastrup 87’ Janzon |

| Arbitro: | Zuchantke |

|            |           |  |
| Janzon 10’ | Marcatori |  |

| Arbitro: | Wichmann |

|                |           |  |
| Beverungen 70’ | Marcatori |  |

| Arbitro: | Wichmann |

|                     |           |                    |
| Rausch 29’ Held 72’ | Marcatori | 8’ Müller 47’ Roth |

| Arbitro: | Hennig |

|          |           |  |
| Beer 81’ | Marcatori |  |

| Arbitro: | Fork |

|                                                     |           |                            |
| Hickersberger 19’ Ritschel 25’ (rig.), 65’ Held 62’ | Marcatori | 11’ Gersdorff 28’ Popivoda |

| Arbitro: | Horstmann |

|                                    |           |          |
| Bredenfeld 61’ Ritschel 66’ (aut.) | Marcatori | 74’ Berg |

| Arbitro: | Quindeau |

|                      |           |  |
| Bastrup 45’ Berg 60’ | Marcatori |  |

| Arbitro: | Engel |

|           |           |                |
| Wloka 25’ | Marcatori | 17’, 84’ Theis |

| Arbitro: | Roth |

|          |           |            |
| Berg 26’ | Marcatori | 41’ Herzog |

| Arbitro: | Antz |

|             |           |                  |
| Kremers 43’ | Marcatori | 27’ Blechschmidt |

| Arbitro: | Schröder |

|           |           |                                                          |
| Theis 26’ | Marcatori | 27’ Glowacz 33’ Müller 78’ Löhr 86’ Flohe 89’ Zimmermann |

| Arbitro: | Ohmsen |

|                          |           |              |
| Hickersberger 56’ (rig.) | Marcatori | 81’ Simonsen |

| Arbitro: | Weyland |

|                                              |           |  |
| Weber 34’ Lüttges 57’ Holz 73’ Stegmayer 87’ | Marcatori |  |

### Coppa di Germania
| Arbitro: | Huster |

|                              |           |  |
| Henkes 70’ Wissig 89’ (rig.) | Marcatori |  |

## Statistiche

### Statistiche di squadra
| Competizione      | Punti | In casa | In casa | In casa | In casa | In casa | In casa | In trasferta | In trasferta | In trasferta | In trasferta | In trasferta | In trasferta | Totale | Totale | Totale | Totale | Totale | Totale | DR  |
| Competizione      | Punti | G       | V       | N       | P       | Gf      | Gs      | G            | V            | N            | P            | Gf           | Gs           | G      | V      | N      | P      | Gf     | Gs     | DR  |
| ----------------- | ----- | ------- | ------- | ------- | ------- | ------- | ------- | ------------ | ------------ | ------------ | ------------ | ------------ | ------------ | ------ | ------ | ------ | ------ | ------ | ------ | --- |
| Bundesliga        | 27    | 17      | 8       | 5       | 4       | 26      | 28      | 17           | 1            | 4            | 12           | 14           | 44           | 34     | 9      | 9      | 16     | 40     | 72     | -32 |
| Coppa di Germania | -     | 0       | 0       | 0       | 0       | 0       | 0       | 1            | 0            | 0            | 1            | 0            | 2            | 1      | 0      | 0      | 1      | 0      | 2      | -2  |
| Totale            | 27    | 17      | 8       | 5       | 4       | 26      | 28      | 18           | 1            | 4            | 13           | 14           | 46           | 35     | 9      | 9      | 17     | 40     | 74     | -34 |

### Andamento in campionato
| Giornata  | 1 | 2 | 3  | 4  | 5  | 6  | 7  | 8  | 9  | 10 | 11 | 12 | 13 | 14 | 15 | 16 | 17 | 18 | 19 | 20 | 21 | 22 | 23 | 24 | 25 | 26 | 27 | 28 | 29 | 30 | 31 | 32 | 33 | 34 |
| --------- | - | - | -- | -- | -- | -- | -- | -- | -- | -- | -- | -- | -- | -- | -- | -- | -- | -- | -- | -- | -- | -- | -- | -- | -- | -- | -- | -- | -- | -- | -- | -- | -- | -- |
| Luogo     | T | C | T  | C  | T  | C  | T  | C  | T  | C  | T  | C  | T  | C  | T  | T  | C  | C  | T  | C  | T  | C  | T  | C  | T  | C  | T  | C  | T  | C  | T  | C  | C  | T  |
| Risultato | N | V | P  | P  | P  | V  | P  | V  | P  | N  | P  | P  | N  | N  | P  | P  | V  | P  | P  | V  | N  | V  | P  | N  | P  | V  | P  | V  | V  | N  | N  | P  | N  | P  |
| Posizione | 8 | 4 | 13 | 17 | 18 | 17 | 17 | 16 | 17 | 15 | 17 | 18 | 18 | 18 | 18 | 18 | 18 | 18 | 18 | 18 | 18 | 16 | 16 | 17 | 17 | 16 | 16 | 15 | 14 | 15 | 15 | 16 | 16 | 17 |

Legenda:

Luogo: C = Casa; T = Trasferta. Risultato: V = Vittoria; N = Pareggio; P = Sconfitta.

### Statistiche dei giocatori
| Giocatore        | Bundesliga | Bundesliga | Bundesliga  | Bundesliga | Coppa di Germania | Coppa di Germania | Coppa di Germania | Coppa di Germania | Totale   | Totale | Totale      | Totale     |
| Giocatore        | Presenze   | Reti       | Ammonizioni | Espulsioni | Presenze          | Reti              | Ammonizioni       | Espulsioni        | Presenze | Reti   | Ammonizioni | Espulsioni |
| ---------------- | ---------- | ---------- | ----------- | ---------- | ----------------- | ----------------- | ----------------- | ----------------- | -------- | ------ | ----------- | ---------- |
| L. Bastrup       | 18         | 2          | 1           | 0          | 0                 | 0                 | 0                 | 0                 | 18       | 2      | 1           | 0          |
| P. Berg          | 16         | 3          | 4           | 0          | 0                 | 0                 | 0                 | 0                 | 16       | 3      | 4           | 0          |
| E. Bihn          | 24         | 2          | 0           | 0          | 1                 | 0                 | 0                 | 0                 | 25       | 2      | 0           | 0          |
| H. Bitz          | 34         | 1          | 6           | 0          | 1                 | 0                 | 0                 | 0                 | 35       | 1      | 6           | 0          |
| R. Blechschmidt  | 22         | 2          | 3           | 0          | 0                 | 0                 | 0                 | 0                 | 22       | 2      | 3           | 0          |
| R. Bommer        | 0          | 0          | 0           | 0          | 0                 | 0                 | 0                 | 0                 | 0        | 0      | 0           | 0          |
| J. Brunhorn      | 0          | 0          | 0           | 0          | 0                 | 0                 | 0                 | 0                 | 0        | 0      | 0           | 0          |
| P. Enders        | 7          | 0          | 0           | 0          | 0                 | 0                 | 0                 | 0                 | 7        | 0      | 0           | 0          |
| V. Faß           | 17         | 0          | 0           | 0          | 1                 | 0                 | 0                 | 0                 | 18       | 0      | 0           | 0          |
| S. Held          | 34         | 3          | 1           | 0          | 1                 | 0                 | 1                 | 0                 | 35       | 3      | 2           | 0          |
| B. Helmschrot    | 34         | 0          | 0           | 0          | 1                 | 0                 | 0                 | 0                 | 35       | 0      | 0           | 0          |
| J. Hickersberger | 34         | 7          | 5           | 0          | 1                 | 0                 | 0                 | 0                 | 35       | 7      | 5           | 0          |
| D. Hoffmann      | 0          | 0          | 0           | 0          | 0                 | 0                 | 0                 | 0                 | 0        | 0      | 0           | 0          |
| N. Janzon        | 27         | 9          | 1           | 0          | 1                 | 0                 | 0                 | 0                 | 28       | 9      | 1           | 0          |
| W. Kohls         | 0          | 0          | 0           | 0          | 0                 | 0                 | 0                 | 0                 | 0        | 0      | 0           | 0          |
| B. Nathmann      | 0          | 0          | 0           | 0          | 0                 | 0                 | 0                 | 0                 | 0        | 0      | 0           | 0          |
| G. Oleknavicius  | 13         | 0          | 0           | 0          | 1                 | 0                 | 1                 | 0                 | 14       | 0      | 1           | 0          |
| W. Rausch        | 34         | 1          | 6           | 0          | 1                 | 0                 | 0                 | 0                 | 35       | 1      | 6           | 0          |
| M. Ritschel      | 28         | 3          | 5           | 1          | 1                 | 0                 | 0                 | 0                 | 29       | 3      | 5           | 1          |
| G. Rohr          | 24         | 0          | 3           | 0          | 1                 | 0                 | 0                 | 0                 | 25       | 0      | 3           | 0          |
| H. Schmidradner  | 10         | 1          | 0           | 0          | 0                 | 0                 | 0                 | 0                 | 10       | 1      | 0           | 0          |
| L. Skala         | 12         | 0          | 0           | 0          | 1                 | 0                 | 0                 | 0                 | 13       | 0      | 0           | 0          |
| A. Theis         | 31         | 5          | 3           | 0          | 1                 | 0                 | 0                 | 0                 | 32       | 5      | 3           | 0          |